# Josephine Silone Yates
Josephine Silone Yates, detta Mrs. R. K. Potter (Mattituck, 15 novembre 1859 – Kansas City, 3 settembre 1912), è stata una docente, scrittrice, oratrice e attivista statunitense; fu la prima donna di colore a dirigere un dipartimento scientifico universitario e a ricoprire una cattedra completa in qualsiasi college o università degli Stati Uniti. Si formò in chimica e diventò uno dei primi professori neri assunti alla Lincoln University di Jefferson City, nel Missouri. Con la sua promozione, divenne la prima donna di colore a dirigere un dipartimento scientifico universitario. Potrebbe essere stata la prima donna di colore a ricoprire una cattedra completa in qualsiasi college o università degli Stati Uniti.
La Yates diede anche un contributo significativo al giornalismo, a volte con lo pseudonimo di Mrs. R. K. Potter, e alla mobilità sociale generale delle donne di colore. Fu ad esempio, corrispondente del Woman's Era, la prima rivista mensile pubblicata da donne nere negli Stati Uniti. Scrisse anche per altri giornali e riviste, tra cui l'Enterprise di Omaha, Nebraska.
È stata una figura importante nel movimento dei club femminili afroamericani e ha contribuito a stabilire dei club femminili per le donne afroamericane, in quanto contribuì a fondare ed a presiedere la Kansas City Colored Women's League (1893) ed è stata la seconda presidente della National Association of Colored Women (1900-04).

## Vita e formazione

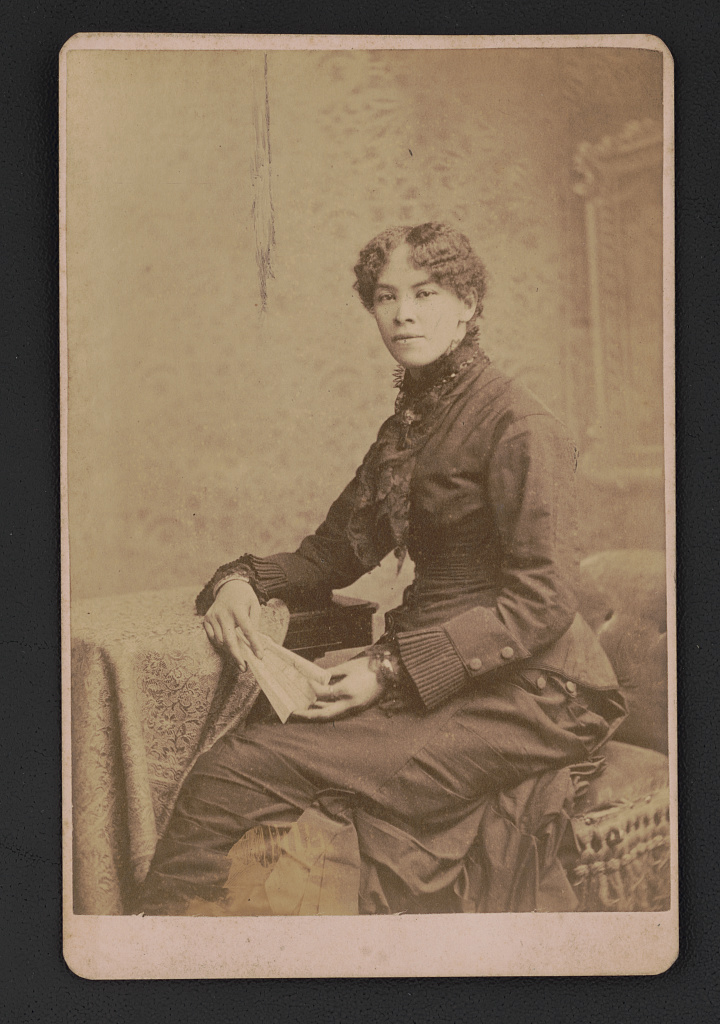
Josephine A. Silone Yates, nel 1885 c.ca

La nascita di Josephine Silone è indicata in vari modi come 1852 e 15 novembre 1859. Era la seconda figlia di Alexander e Parthenia Reeve Silone a Mattituck, New York. Durante la sua infanzia, Silone e la sua famiglia vissero con il nonno materno, Lymas Reeves, che era stato liberato dalla schiavitù nel 1813.
Silone iniziò la scuola all'età di sei anni e fu rapidamente promossa dai suoi insegnanti. Infatti “all'età di nove anni, secondo quanto riferito, studiava fisiologia e fisica e possedeva capacità matematiche avanzate”. All'età di nove anni presentò "un racconto da pubblicare su un settimanale di New York. Sebbene l'articolo sia stato rifiutato per la pubblicazione, ottenne una lettera di incoraggiamento, che aumentò la sua ambizione di avere successo".
Lo zio di Silone, il reverendo John Bunyan Reeve, era il pastore della Lombard Street Central Church di Filadelfia. All'età di 11 anni andò a vivere con lui per poter frequentare l'Institute for Colored Youth. Lì ebbe come mentore la direttrice, Fanny Jackson Coppin. L'anno successivo, il reverendo Reeve si trasferì alla Università Howard e, di conseguenza, Josephine andò a vivere a Newport, nel Rhode Island, con la zia materna, Francis I. Girard. Lì frequentò la scuola elementare e successivamente la Rogers High School. La Yates era l'unica studentessa nera in entrambe le scuole, ma fu ben accolta dai suoi insegnanti grazie alla sua bravura accademica. Il suo insegnante di scienze la considerava la sua allieva più brillante e le permise di svolgere un lavoro di laboratorio supplementare in chimica. Come prima studentessa nera a diplomarsi alla Rogers High School, Josephine si diplomò come valedictorian della classe del 1877 e conseguì una medaglia per la borsa di studio.
Scelse di frequentare la Rhode Island State Normal School di Providence per diventare insegnante, anziché intraprendere la carriera universitaria. Si laureò con lode nel 1879, unica studentessa nera della sua classe. Fu la prima afroamericana abilitata all'insegnamento nelle scuole del Rhode Island e in seguito conseguì un master's degree presso la National University of Illinois.

## Insegnamento
Nel 1879 Josephine Silone si trasferì a Jefferson City, nel Missouri, per lavorare come una delle prime insegnanti nere della Lincoln University. Il Presidente Inman Edward Page riteneva essenziale sostituire il corpo docente, precedentemente bianco, con insegnanti di colore, come modelli per gli studenti afroamericani della scuola. Gli insegnanti vivevano nel campus nei dormitori con gli studenti. Josephine insegnò chimica, elocuzione e letteratura inglese. Dopo la promozione a capo del dipartimento di scienze naturali, divenne la prima donna nera a dirigere un dipartimento scientifico universitario e la prima donna nera a ricoprire una cattedra completa in qualsiasi college o università degli Stati Uniti.
Nel 1886 le fu offerta la posizione di "signora-preside" presso l'Istituto Tuskegee in Alabama, diretto da Booker T. Washington. Rifiutò.
Josephine Silone Yates aveva ben chiaro il suo scopo nell'insegnamento. In un saggio del 1904 scrisse: “Lo scopo di tutta la vera educazione è quello di dare al corpo e all'anima tutta la bellezza, la forza e la perfezione di cui sono capaci, per adattare l'individuo a una vita completa”.

## Matrimonio e famiglia

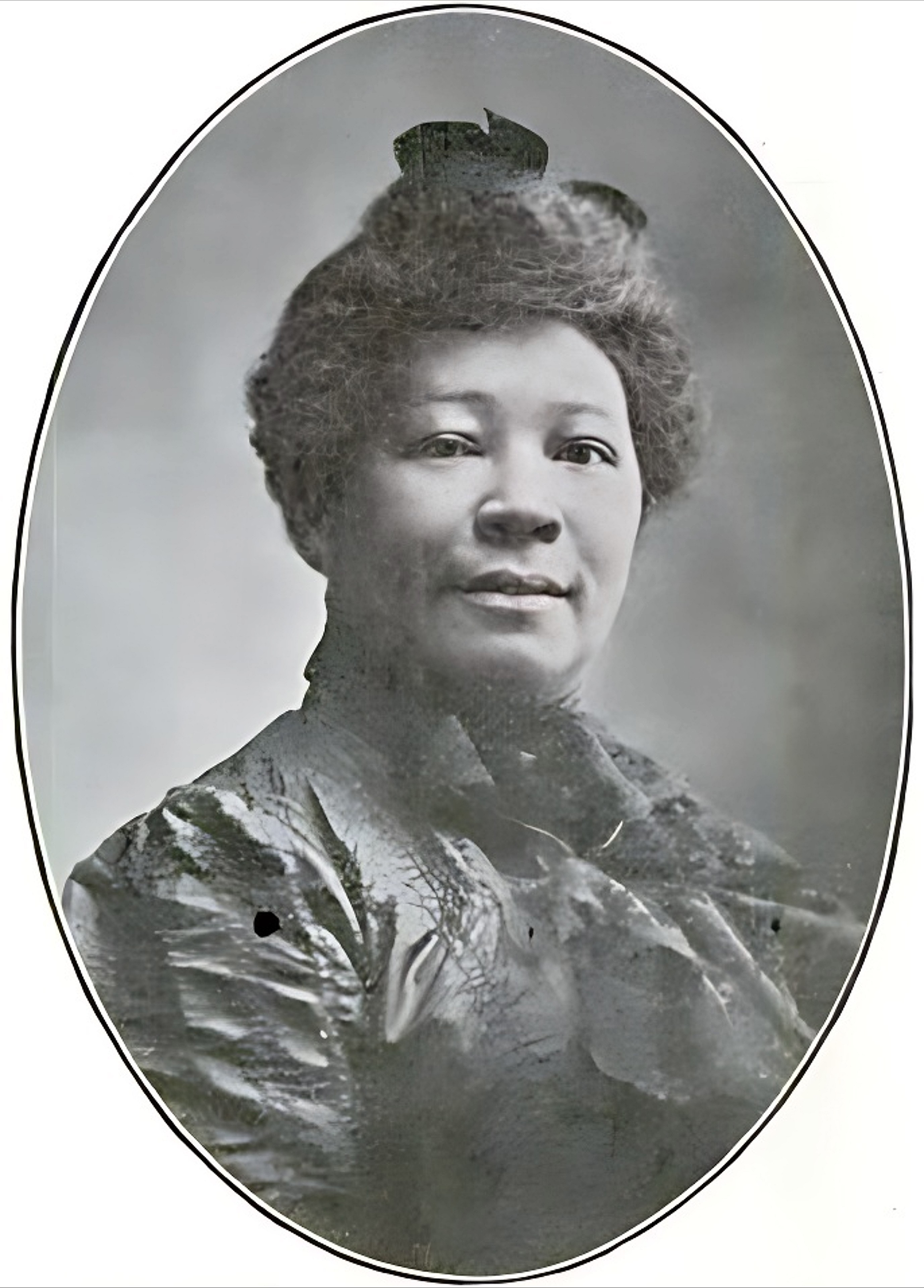
Josephine Silone Yates, c. nel 1900

Nel 1889 Josephine Silone sposò William Ward Yates. Molte scuole proibivano alle donne sposate di insegnare e, al momento del matrimonio, Josephine Silone rinunciò alla sua posizione di insegnante a Lincoln. Si trasferì a Kansas City, nel Missouri, dove suo marito era il direttore della Phillips School. Sua figlia Josephine Silone Yates, Jr. nacque nel 1890, suo figlio William Blyden Yates nel 1895.

## Mrs. R.K. Potter
A Kansas City la Yates divenne attiva nel movimento dei club femminili afroamericani. Fu corrispondente di The Woman's Era, la prima rivista mensile pubblicata da donne nere negli Stati Uniti, e scrisse anche per Southern Workman, The Voice of the Negro, Indianapolis Freeman ed il Rising Son di Kansas City, con il suo nome e lo pseudonimo di “R. K. Porter”. L'elevazione razziale era uno dei tanti argomenti di cui parlava e scriveva. Fu identificata come un esempio della sua razza e inclusa tra i 100 “più grandi negri d'America” nella Twentieth Century Negro Literature; or, A Cyclopedia of Thought on the Vital Topics Relating to the American Negro nel 1902. Il suo documento affrontava la questione: "Il negro americano ha raggiunto, nel XIX secolo, risultati in termini di ricchezza, moralità, istruzione, ecc. Se sì, quali conquiste ha ottenuto?”. Pubblicò poesie, tra cui "The Isles of Peace", "The Zephyr" e "Royal To-Day".

## Il movimento del Club delle donne
Josephine Silone Yates ha contribuito a fondare la Women's League di Kansas City, un'organizzazione per l'auto-aiuto e il miglioramento sociale delle donne afroamericane, e ne è diventata la prima presidente nel 1893. Nel 1896, la Women's League si unì alla National Association of Colored Women (NACW), una federazione di club simili di tutto il Paese. Silone Yates ha collaborato con la NACW per quattro anni come tesoriere o vicepresidente (dal 1897 al 1901) e per quattro anni come presidente (dal 1901 al 1904). Nel 1911, aveva contribuito a fondare la prima Associazione cristiana delle Giovani Donne nere a Kansas City.

Una testimonianza dei suoi successi e della sua fama è contenuta in un discorso presentato da Anna Julia Cooper nel 1893 al Congresso Mondiale delle Donne Rappresentanti a Chicago:

## Vita successiva
Nel 1902 fu richiamata dal presidente dell'Istituto Lincoln per ricoprire il ruolo di direttrice del dipartimento di inglese e storia. Nel 1908 chiese di dimettersi a causa di una malattia, ma il Consiglio dei Reggenti non accettò e lei rimase come consulente delle donne al Lincoln. Suo marito morì nel 1910, dopodiché Josephine Silone Yates scelse di tornare a Kansas City. Morì il 3 settembre 1912, dopo una breve malattia.